# Westfield Center, Ohio
Westfield Center là một làng thuộc quận Franklin, tiểu bang Ohio, Hoa Kỳ. Năm 2010, dân số của làng này là 1115 người.

## Dân số
- Dân số năm 2000: 35318 người.
- Dân số năm 2010: 1115 người.